# Antaecetus
Antaecetus — рід базилозавридів із середнього еоцену (бартон) на сході Західна Сахара.

## Таксономія
Antaecetus спочатку був названий як вид Platyosphys, P. aithai, на основі посткраніальних останків, знайдених у Західній Сахарі. Подальше відкриття більш повних останків, у тому числі повних останків черепа, призвело до створення нового роду Antaecetus для P. aithai.